# Dagboekfragment uit Het Achterhuis

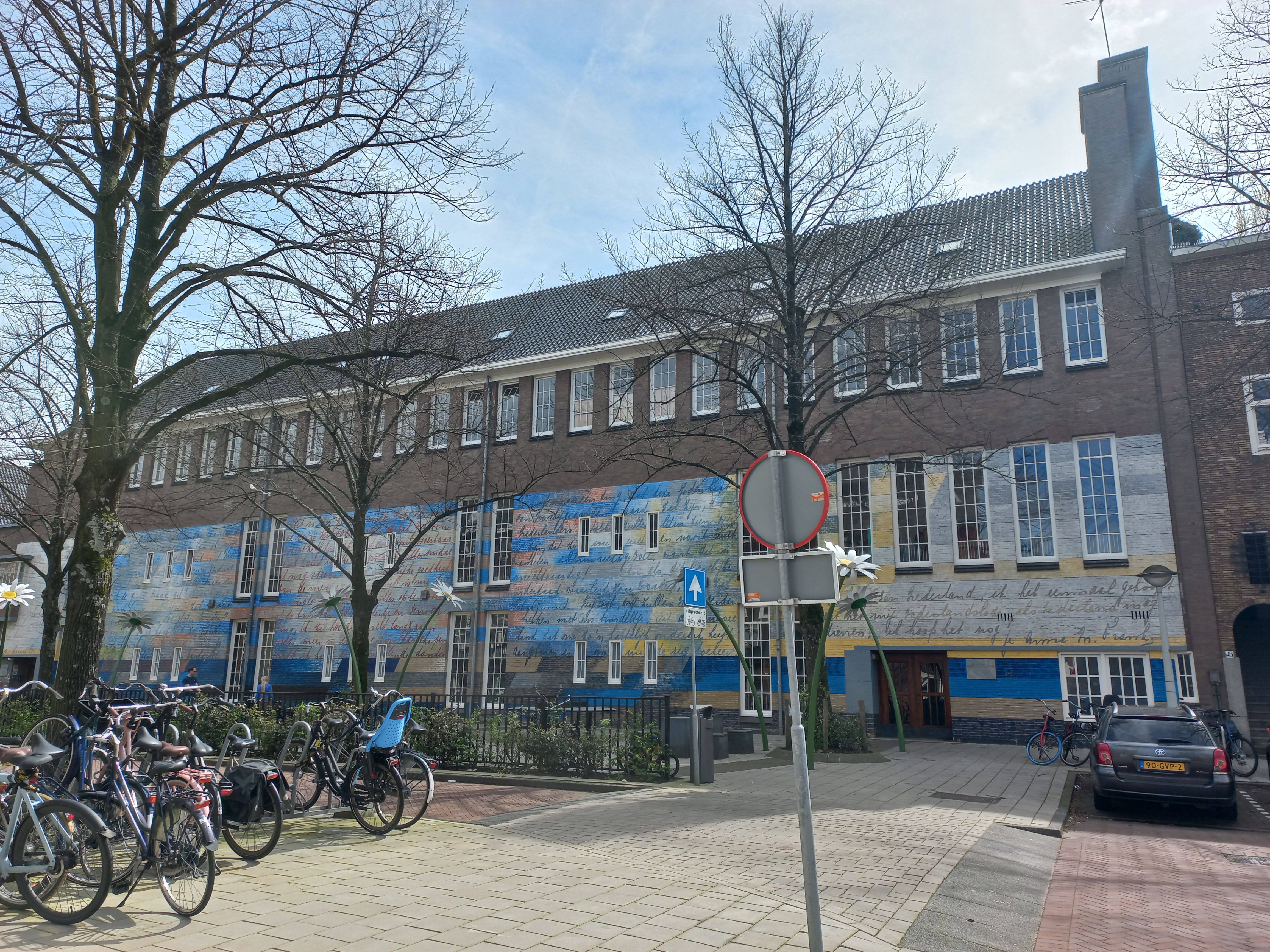
Dagboekfragment Het Achterhuis (april 2024)

Dagboekfragment uit Het Achterhuis is een artistiek kunstwerk in Amsterdam-Zuid. Het is een oorlogsmonument ter nagedachtenis aan Anne Frank.
Deze enorme muurschildering is het werk (ontwerp en uitvoering) van kunstenaar Harry Visser. De gemeente Amsterdam had een oproep geplaatst ter verfraaiing van de gevel van de Zesde Montessorischool van Amsterdam, gebouwd in de Niersstraat. Anne Frank had les aan deze school, voordat ze vanwege de anti-Joodse maatregelen onder de Duitse bezetter naar het Joods Lyceum moest. De naam Anne Frankschool werd in 1957 aan de school gegeven. Amsterdam koos voor het ontwerp van Visser en met financiële ondersteuning van de Beeldende Kunstenaars Regeling BKR kon Visser aan de slag om deze circa 23 m² grote muurschildering te plaatsen. Het werd een combinatie van graffiti-writing (alleen letters) en graffiti-painting (schilderen). Visser was ruim vier maanden bezig de tekst op de gevel te krijgen. Hij constateerde niettemin dat het handschrift van Anne Frank in Het Achterhuis er toen al volwassen uitzag, op de v en r na. De slordigheid van schrijven probeerde Visser ook op de gevel te krijgen.  Visser kopieerde het handschrift middels een diaprojector die de tekst op de gevel weergaf.
Naar zeggen van één enkele buurtbewoner hadden buurtbewoners na het houden van een enquête zich tegen deze muurschildering verzet. Men zag het niet zitten elke dag geconfronteerd te worden met de Tweede Wereldoorlog. Een andere angst was dat de muurschildering zou uitnodigen tot plaatsing van antisemitische teksten. Die bezwaren hadden de commissie die over plaatsing ging echter niet bereikt; een buurtvergadering had juist opgeleverd dat de buurt het werk wel wilde hebben. De desbetreffende buurtbewoner gaf aan tot aan de Raad van State te willen gaan om het werk weer te laten verwijderen.  Of het tot rechtszaken is gekomen is niet bekend, de muurschildering is nooit verwijderd.
De onthulling dan wel overdracht van het kunstwerk ging gepaard met een bezoek van burgemeester Ed van Thijn aan de school.   De tekst wordt in kleurbanen weergegeven. 
Vanaf 2001 wordt de muurschildering ondersteund door een plaquette in de hal waarop de namen van 129 kinderen staan, die net als Anne Frank werden omgebracht in concentratie- en vernietigingskampen.
Het gebouw Niersstraat 41-43 is een gemeentelijk monument. Niet alleen de buitengevel is verfraaid, naar goed gebruik in de bouwtijd van de school zijn ook op de binnenmuren schilderingen aangebracht, aldus Buitenkunst Amsterdam.

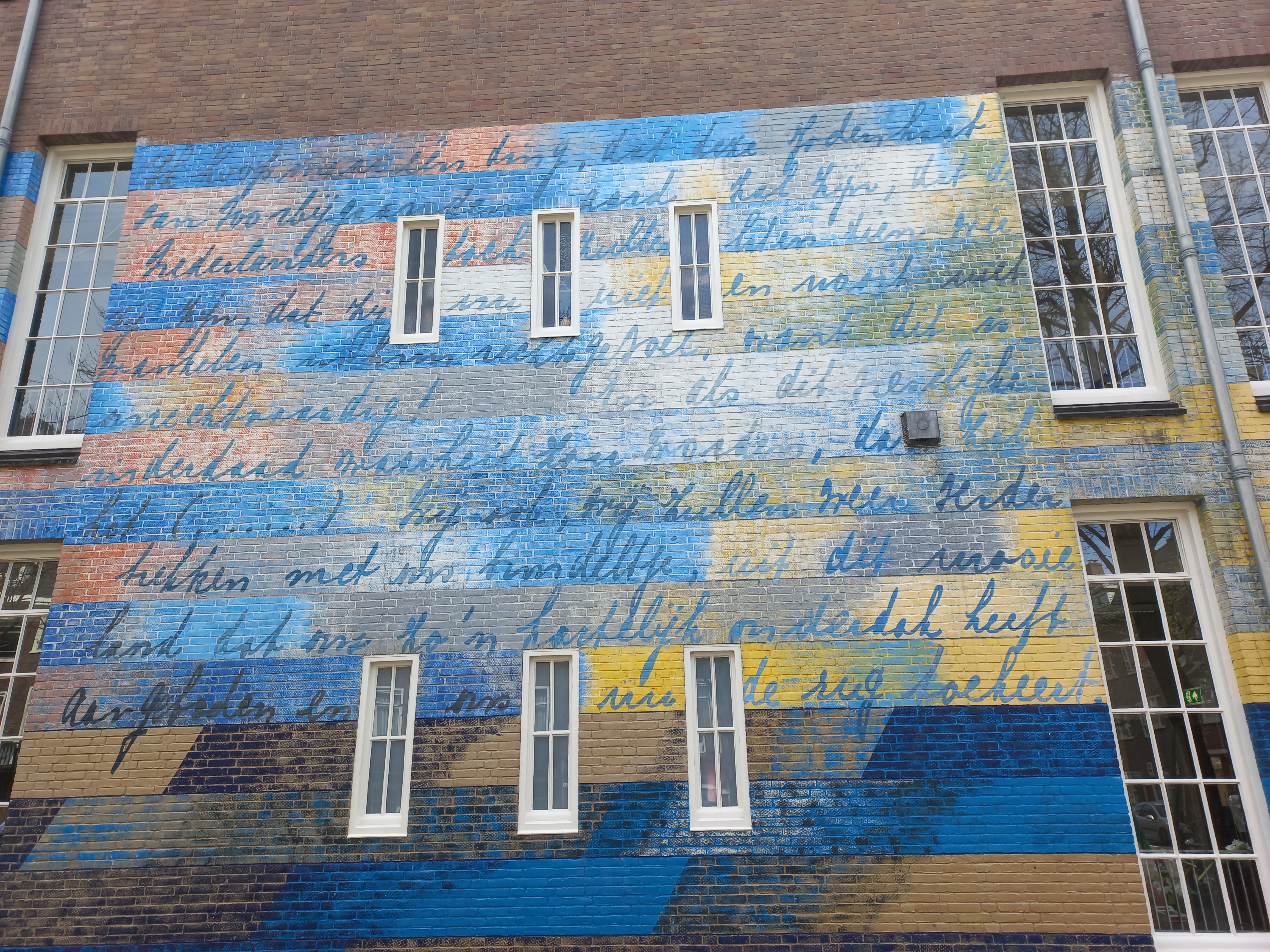
Detail (april 2024)